# Pro Victoria Pallavolo 2017-2018
Questa voce raccoglie le informazioni riguardanti la Pro Victoria Pallavolo nelle competizioni ufficiali della stagione 2017-2018.

## Stagione
Nella stagione 2017-18 la Pro Victoria Pallavolo assume la denominazione sponsorizzata di Saugella Team Monza.
Partecipa per la seconda volta alla Serie A1; chiude la regular season di campionato al quinto posto in classifica, qualificandosi per i play-off scudetto: viene eliminata durante i quarti di finale dalla UYBA.
Grazie al sesto posto al termine del girone di andata del campionato, la Pro Victoria si qualifica per la Coppa Italia, eliminata nelle semifinali dall'AGIL.

## Organigramma societario
Area direttiva
- Presidente: Carlo Rigaldo

Area tecnica
- Allenatore: Luciano Pedullà
- Allenatore in seconda: Fabio Parazzoli
- Assistente allenatore: Maurilio Anfuso
- Scout man: Manuel Marigliano

## Rosa
| N° | Nome              | Ruolo | Data di nascita   | Nazionalità sportiva |
| -- | ----------------- | ----- | ----------------- | -------------------- |
| 1  | Serena Ortolani   | O     | 7 gennaio 1987    | Italia               |
| 2  | Hanna Orthmann    | S     | 3 ottobre 1998    | Germania             |
| 3  | Chiara Arcangeli  | L     | 14 febbraio 1983  | Italia               |
| 5  | Martina Balboni   | P     | 29 gennaio 1991   | Italia               |
| 6  | TeTori Dixon      | C     | 4 agosto 1992     | Stati Uniti          |
| 7  | Francesca Devetag | C     | 13 novembre 1986  | Italia               |
| 8  | Sonia Candi       | C     | 8 novembre 1993   | Italia               |
| 10 | Edina Begić       | S     | 10 settembre 1992 | Bosnia ed Erzegovina |
| 11 | Ilaria Bonvicini  | S     | 28 dicembre 1997  | Italia               |
| 12 | Micha Hancock     | P     | 10 novembre 1992  | Stati Uniti          |
| 16 | Helena Havelková  | S     | 25 luglio 1988    | Rep. Ceca            |
| 17 | Sara Loda         | S     | 22 agosto 1990    | Italia               |
| 18 | Rachele Rastelli  | O     | 22 giugno 1999    | Italia               |

## Mercato
| Acquisti | Acquisti         | Acquisti        | Acquisti   |
| R.       | Nome             | da              | Modalità   |
| -------- | ---------------- | --------------- | ---------- |
| L        | Ilaria Bonvicini | Garlasco        | definitivo |
| C        | TeTori Dixon     | -               | definitivo |
| P        | Micha Hancock    | Impel           | definitivo |
| S        | Helena Havelková | Shanghai        | definitivo |
| S        | Sara Loda        | Savino Del Bene | definitivo |
| O        | Serena Ortolani  | Imoco           | definitivo |
| S        | Hanna Orthmann   | Münster         | definitivo |

| Cessioni | Cessioni           | Cessioni        | Cessioni   |
| R.       | Nome               | a               | Modalità   |
| -------- | ------------------ | --------------- | ---------- |
| C        | Freya Aelbrecht    | Pesaro          | definitivo |
| S        | Milica Bezarević   | Balıkesir BB    | definitivo |
| P        | Stefania Dall'Igna | UYBA            | definitivo |
| S        | Haley Eckerman     | Leonas de Ponce | definitivo |
| L        | Silvia Lussana     | SAB             | definitivo |
| O        | Anna Nicoletti     | Imoco           | definitivo |
| S        | María Segura       | Cuneo Granda    | definitivo |
| C/O      | Berenika Tomsia    | Filottrano      | definitivo |

## Risultati

### Serie A1

#### Girone di andata
| 1ª giornata - 15 ottobre 2017 Nelson Mandela Forum, Firenze   | San Casciano  | 3 - 1 | Pro Victoria    | 25-23, 21-25, 25-23, 25-23        |
| 2ª giornata - 22 ottobre 2017 Palazzetto dello Sport, Monza   | Pro Victoria  | 3 - 1 | SAB             | 28-26, 21-25, 25-18, 25-14        |
| 3ª giornata - 28 ottobre 2017 Palazzetto dello Sport, Monza   | Pro Victoria  | 1 - 3 | Savino Del Bene | 25-15, 17-25, 17-25, 14-25        |
| 4ª giornata - 4 novembre 2017 PalaRadi, Casalmaggiore         | Casalmaggiore | 1 - 3 | Pro Victoria    | 19-25, 25-20, 21-25, 13-25        |
| 5ª giornata - 12 novembre 2017 Palazzetto dello Sport, Monza  | Pro Victoria  | 1 - 3 | Busto Arsizio   | 23-25, 25-12, 20-25, 21-25        |
| 6ª giornata - 18 novembre 2017 PalaVerde, Villorba            | Imoco         | 3 - 0 | Pro Victoria    | 25-18, 25-13, 25-20               |
| 7ª giornata - 22 novembre 2017 Palazzetto dello Sport, Monza  | Pro Victoria  | 2 - 3 | Pesaro          | 23-25, 19-25, 25-22, 25-22, 12-15 |
| 8ª giornata - 26 novembre 2017 PalaBaldinelli, Osimo          | Filottrano    | 1 - 3 | Pro Victoria    | 25-15, 20-25, 17-25, 20-25        |
| 9ª giornata - 3 dicembre 2017 Palazzetto dello Sport, Monza   | Pro Victoria  | 3 - 2 | AGIL            | 25-23, 25-27, 21-25, 27-25, 16-14 |
| 10ª giornata - 10 dicembre 2017 Palazzetto dello Sport, Monza | Pro Victoria  | 2 - 3 | River           | 21-25, 29-31, 25-20, 25-20, 11-15 |
| 11ª giornata - 17 dicembre 2017 PalaNorda, Bergamo            | Bergamo       | 1 - 3 | Pro Victoria    | 25-27, 22-25, 25-17, 19-25        |

#### Girone di ritorno
| 12ª giornata - 26 dicembre 2017 Palazzetto dello Sport, Monza    | Pro Victoria    | 3 - 0 | San Casciano  | 25-20, 25-20, 25-15               |
| 13ª giornata - 7 gennaio 2018 PalaBorsani, Castellanza           | SAB             | 0 - 3 | Pro Victoria  | 18-25, 20-25, 13-25               |
| 14ª giornata - 14 gennaio 2018 Palazzetto dello Sport, Scandicci | Savino Del Bene | 3 - 1 | Pro Victoria  | 16-25, 25-21, 25-23, 25-20        |
| 15ª giornata - 17 gennaio 2018 Palazzetto dello Sport, Monza     | Pro Victoria    | 3 - 1 | Casalmaggiore | 25-20, 25-18, 17-25, 25-20        |
| 16ª giornata - 21 gennaio 2018 PalaYamamay, Busto Arsizio        | Busto Arsizio   | 3 - 0 | Pro Victoria  | 25-23, 26-24, 25-18               |
| 17ª giornata - 28 gennaio 2018 Palazzetto dello Sport, Monza     | Pro Victoria    | 3 - 1 | Imoco         | 25-18, 25-19, 21-25, 25-22        |
| 18ª giornata - 4 febbraio 2018 PalaCampanara, Pesaro             | Pesaro          | 2 - 3 | Pro Victoria  | 17-25, 25-16, 23-25, 25-22, 10-15 |
| 19ª giornata - 10 febbraio 2018 Palazzetto dello Sport, Monza    | Pro Victoria    | 3 - 1 | Filottrano    | 25-9, 18-25, 25-22, 25-23         |
| 20ª giornata - 24 febbraio 2018 PalaTerdoppio, Novara            | AGIL            | 3 - 1 | Pro Victoria  | 25-16, 25-15, 22-25, 25-19        |
| 21ª giornata - 4 marzo 2018 PalaPanini, Modena                   | River           | 2 - 3 | Pro Victoria  | 25-23, 25-19, 21-25, 21-25, 12-15 |
| 22ª giornata - 10 marzo 2018 Palazzetto dello Sport, Monza       | Pro Victoria    | 3 - 2 | Bergamo       | 21-25, 25-21, 25-23, 19-25, 15-13 |

#### Play-off scudetto
| Quarti di finale (gara 1) - 17 marzo 2018 PalaYamamay, Busto Arsizio    | Busto Arsizio | 1 - 3 | Pro Victoria  | 25-19, 19-25, 23-25, 23-25 |
| Quarti di finale (gara 2) - 25 marzo 2018 Palazzetto dello Sport, Monza | Pro Victoria  | 1 - 3 | Busto Arsizio | 10-25, 25-17, 15-25, 18-25 |
| Quarti di finale (gara 3) - 28 marzo 2018 PalaYamamay, Busto Arsizio    | Busto Arsizio | 3 - 0 | Pro Victoria  | 25-18, 25-19, 25-17        |

### Coppa Italia
| Quarti di finale (andata) - 20 dicembre 2017 Palazzetto dello Sport, Monza      | Pro Victoria    | 3 - 0 | Savino Del Bene | 25-14, 25-21, 25-21               |
| Quarti di finale (ritorno) - 30 dicembre 2017 Palazzetto dello Sport, Scandicci | Savino Del Bene | 3 - 2 | Pro Victoria    | 25-13, 25-16, 19-25, 26-28, 15-13 |
| Semifinali - 17 febbraio 2018 PalaDozza, Bologna                                | AGIL            | 3 - 2 | Pro Victoria    | 27-25, 27-29, 20-25, 25-19, 15-13 |

## Statistiche

### Statistiche di squadra
| Competizione | Punti | In casa | In casa | In casa | In trasferta | In trasferta | In trasferta | Totale | Totale | Totale |
| Competizione | Punti | G       | V       | P       | G            | V            | P            | G      | V      | P      |
| ------------ | ----- | ------- | ------- | ------- | ------------ | ------------ | ------------ | ------ | ------ | ------ |
| Serie A1     | 37    | 12      | 7       | 5       | 13           | 7            | 6            | 25     | 14     | 11     |
| Coppa Italia | -     | 1       | 1       | 0       | 1            | 0            | 1            | 3      | 1      | 2      |
| Totale       | -     | 13      | 8       | 5       | 14           | 7            | 7            | 28     | 15     | 13     |

G = partite giocate; V = partite vinte; P = partite perse

### Statistiche dei giocatori
| Giocatore    | Serie A1 | Serie A1 | Serie A1 | Serie A1 | Serie A1 | Coppa Italia | Coppa Italia | Coppa Italia | Coppa Italia | Coppa Italia | Totale | Totale | Totale | Totale | Totale |
| Giocatore    | P        | PT       | AV       | MV       | BV       | P            | PT           | AV           | MV           | BV           | P      | PT     | AV     | MV     | BV     |
| ------------ | -------- | -------- | -------- | -------- | -------- | ------------ | ------------ | ------------ | ------------ | ------------ | ------ | ------ | ------ | ------ | ------ |
| C. Arcangeli | 25       | 0        | 0        | 0        | 0        | 3            | 0            | 0            | 0            | 0            | 28     | 0      | 0      | 0      | 0      |
| M. Balboni   | 16       | 6        | 3        | 2        | 1        | 1            | 0            | 0            | 0            | 0            | 17     | 6      | 3      | 2      | 1      |
| E. Begić     | 22       | 272      | 222      | 28       | 22       | 3            | 37           | 31           | 1            | 5            | 25     | 309    | 253    | 29     | 27     |
| I. Bonvicini | 11       | 0        | 0        | 0        | 0        | 1            | 0            | 0            | 0            | 0            | 12     | 0      | 0      | 0      | 0      |
| S. Candi     | 18       | 75       | 46       | 24       | 5        | 2            | 11           | 10           | 1            | 0            | 20     | 86     | 56     | 25     | 5      |
| F. Devetag   | 25       | 151      | 84       | 61       | 6        | 3            | 20           | 6            | 13           | 1            | 28     | 171    | 90     | 74     | 7      |
| T. Dixon     | 25       | 238      | 187      | 42       | 9        | 3            | 21           | 19           | 0            | 2            | 28     | 259    | 206    | 42     | 11     |
| M. Hancock   | 24       | 123      | 67       | 13       | 43       | 3            | 11           | 5            | 2            | 4            | 27     | 134    | 72     | 15     | 47     |
| H. Havelková | 23       | 264      | 224      | 26       | 14       | 3            | 36           | 29           | 4            | 3            | 26     | 300    | 253    | 30     | 17     |
| S. Loda      | 18       | 82       | 67       | 4        | 11       | 2            | 6            | 5            | 1            | 0            | 20     | 88     | 72     | 5      | 11     |
| H. Orthmann  | 21       | 69       | 55       | 2        | 12       | 3            | 11           | 9            | 2            | 0            | 24     | 80     | 64     | 4      | 12     |
| S. Ortolani  | 25       | 410      | 354      | 22       | 14       | 3            | 59           | 55           | 2            | 2            | 28     | 469    | 409    | 24     | 16     |
| R. Rastelli  | 2        | 0        | 0        | 0        | 0        | 1            | 2            | 2            | 0            | 0            | 3      | 2      | 2      | 0      | 0      |

P = presenze; PT = punti totali; AV = attacchi vincenti; MV = muri vincenti; BV = battute vincenti